# Seti-schemai
Seti-schemai ist der altägyptische Name eines Harzes oder Öls. Diese Substanz ist bereits in der Frühzeit Ägyptens belegt. Aus welcher Pflanze Seti-schemai gewonnen wurde, ist bislang nicht geklärt. 
Seti-schemai gelangte wahrscheinlich über den Handel nach Ägypten. Entsprechende Erwähnungen stammen aus Inschriften, beispielsweise von einer Stele aus Helwan (2. Dynastie) und aus dem Grab des hohen Beamten Hesire (3. Dynastie). 
Kathryn A. Bard verweist in diesem Zusammenhang auf den Duft von Ölen oder Harzen, der in den Gräbern bei archäologischen Kampagnen nachgewiesen werden konnte.